# Feel It In My Bones
«Feel It In My Bones» es una canción del disc jockey y productor holandés Tiësto. La misma cuenta con la colaboración del dúo canadiense Tegan and Sara. La canción fue lanzada el 7 de septiembre de 2009, fue el tercero sencillo del álbum de estudio de Tiësto, Kaleidoscope. La canción es diferente al estilo Trance que por lo general hace Tiësto.

## Video musical
Fue lanzado en la cuenta oficial de Tiësto en YouTube el 13 de enero de 2010.

## Formatos y remezclas
1. "Feel It in My Bones" (Radio Edit) – 3:25
2. "Feel It in My Bones" (Marcus Schössow Remix) – 7:05
3. "Feel It in My Bones" (Paul Miller & Sasha Dubrovsky vs. Suncatcher Remix) – 8:07
4. "Feel It in My Bones" (Paul Webster Remix) – 8:20
5. "Feel It in My Bones" (Album Version) – 4:52

## Listas
| Lista (2009)     | Mejor posición |
| ---------------- | -------------- |
| Canadá (Hot 100) | 29             |